# Cyrthermannia florens
Cyrthermannia florens är en kvalsterart som beskrevs av Balogh och Sandór Mahunka 1980. Cyrthermannia florens ingår i släktet Cyrthermannia och familjen Nanhermanniidae. Inga underarter finns listade i Catalogue of Life.